# كينموندي
كينموندي (إلينوي) (بالإنجليزية: Kinmundy, Illinois)‏ هي مدينة تقع في الولايات المتحدة في إلينوي. يقدر عدد سكانها بـ 892 نسمة .

## التركيبة السكانية
حدّد مكتب تعداد الولايات المتحدة بيانات التركيبة السكانية لكينموندي في تعداد الولايات المتحدة. في ما يلي، التركيبة السكانية حسب تعدادي 2000 و2010.

### تعداد عام 2000
بلغ عدد سكان كينموندي 892 نسمة بحسب تعداد عام 2000، وبلغ عدد الأسر 365 أسرة وعدد العائلات 246 عائلة مقيمة في المدينة. في حين سجلت الكثافة السكانية 260.1 نسمة لكل كيلومتر مربع (673.7/ميل2). وبلغ عدد الوحدات السكنية 409 وحدة بمتوسط كثافة قدره 119.2 لكل كيلومتر مربع (308.7/ميل2).
وتوزع التركيب العرقي للمدينة بنسبة 98.21% من البيض و0.34% من الأمريكيين الأفارقة و0.11% من الأمريكيين الأصليين و0.34% من الأعراق الأخرى و1.01% من عرقين مختلطين أو أكثر و0.67% من الهسبانيون أو اللاتينيون من أي عرق.
بلغ عدد الأسر 365 أسرة كانت نسبة 35.3% منها لديها أطفال تحت سن الثامنة عشر تعيش معهم، وبلغت نسبة الأزواج القاطنين مع بعضهم البعض 53.4% من أصل المجموع الكلي للأسر، ونسبة 11.2% من الأسر كان لديها معيلات من الإناث دون وجود شريك،  بينما كانت نسبة 2.7% من الأسر لديها معيلون من الذكور دون وجود شريكة وكانت نسبة 32.6% من غير العائلات. تألفت نسبة 28.2% من أصل جميع الأسر من عدة أفراد يعيشون في نفس المنزل ونسبة 17% كانت تتألف من شخص يعيش بمفرده يبلغ من العمر 65 عاماً أو أكثر. وبلغ متوسط حجم الأسرة المعيشية 2.44، أما متوسط حجم العائلات فبلغ 3.00.
بلغ العمر الوسطي للسكان 38.5 عاماً. وكانت نسبة 25.6% من القاطنين تحت سن الثامنة عشر، وكانت نسبة 9.4% بين الثامنة عشر والرابعة والعشرين عاماً، ونسبة 25% كانت واقعةً في الفئة العمرية ما بين الخامسة والعشرين والرابعة والأربعين عاماً، ونسبة 24% كانت ما بين الخامسة والأربعين والرابعة والستين، ونسبة 16% كانت ضمن فئة الخامسة والستين عاماً فما فوق. يوجد لكل 100 أنثى 89.0 ذكر، ويوجد لكل 100 أنثى في الثامنة عشر من عمرها فما فوق 86.5 ذكر.
بلغ متوسط دخل الأسرة في المدينة 28,500 دولارًا، أما متوسط دخل العائلة فبلغ 37,125 دولارًا. وكان متوسط دخل الذكور 31,875 دولارًا مقابل 20,938 دولارًا للإناث. وسجل دخل الفرد الخاص بالمدينة 15,279 دولارًا. وكانت نسبة 10% من العائلات ونسبة 12.8% من السكان تحت خط الفقر، وكان من هؤلاء نسبة 18.1% تحت سن الثامنة عشر ونسبة 8.8% في الخامسة والستين من العمر وما فوق.

### تعداد عام 2010
بلغ عدد سكان كينموندي 796 نسمة بحسب تعداد عام 2010، وبلغ عدد الأسر 346 أسرة وعدد العائلات 224 عائلة مقيمة في المدينة. في حين سجلت الكثافة السكانية 232.1 نسمة لكل كيلومتر مربع (601.1/ميل2). وبلغ عدد الوحدات السكنية 378 وحدة بمتوسط كثافة قدره 110.2 لكل كيلومتر مربع (285.4/ميل2).
وتوزع التركيب العرقي للمدينة بنسبة 99.37% من البيض و0.25% من الأمريكيين ذوي الأصول الآسيوية و0.13% من الأعراق الأخرى و0.25% من عرقين مختلطين أو أكثر و1.13% من الهسبانيون أو اللاتينيون من أي عرق.
بلغ عدد الأسر 346 أسرة كانت نسبة 29.5% منها لديها أطفال تحت سن الثامنة عشر تعيش معهم، وبلغت نسبة الأزواج القاطنين مع بعضهم البعض 45.7% من أصل المجموع الكلي للأسر، ونسبة 12.4% من الأسر كان لديها معيلات من الإناث دون وجود شريك،  بينما كانت نسبة 6.6% من الأسر لديها معيلون من الذكور دون وجود شريكة وكانت نسبة 35.3% من غير العائلات. تألفت نسبة 30.3% من أصل جميع الأسر من عدة أفراد يعيشون في نفس المنزل ونسبة 13.3% كانت تتألف من شخص يعيش بمفرده يبلغ من العمر 65 عاماً أو أكثر. وبلغ متوسط حجم الأسرة المعيشية 2.30، أما متوسط حجم العائلات فبلغ 2.82.
بلغ العمر الوسطي للسكان 41.0 عاماً. وكانت نسبة 22.4% من القاطنين تحت سن الثامنة عشر، وكانت نسبة 8.3% بين الثامنة عشر والرابعة والعشرين عاماً، ونسبة 23.2% كانت واقعةً في الفئة العمرية ما بين الخامسة والعشرين والرابعة والأربعين عاماً، ونسبة 29.4% كانت ما بين الخامسة والأربعين والرابعة والستين، ونسبة 16.7% كانت ضمن فئة الخامسة والستين عاماً فما فوق. وتوزع التركيب الجنسي للسكان بنسبة 48.4% ذكور و51.6% إناث.